# 松島博
松島 博（まつしま ひろし、1920年7月7日 - 2002年2月17日）は、日本の工学者。工学博士（早稲田大学）。元国士舘大学・国士舘短期大学学長、学校法人国士舘理事長。

## 来歴・人物
長崎県出身。1940年（昭和15年）陸軍士官学校（54期）を卒業し、終戦時は陸軍船舶練習部研究部主事・陸軍大尉であった。
1968年（昭和43年）国士舘大学工学部土木工学科卒業。1973年（昭和48年）早稲田大学大学院理工学研究所博士課程修了。1975年（昭和50年）工学博士取得。
1969年（昭和44年）国士舘大学工学部助手。1970年（昭和45年）講師。1974年（昭和49年）助教授。1977年（昭和52年）教授。
1973年（昭和48年）土木学会吉田賞受賞。2002年叙正五位、叙勲三等授旭日中綬章。

## 要職等
- 国士舘大学　工学部学部長（1982年（昭和57年））
- 学校法人国士舘　理事（1984年（昭和59年））